# Майерс, Юджин
Юджи́н Уимберли «Джин» Ма́йерс-младший (англ. Eugene Wimberly «Gene» Myers, Jr.; 31 декабря 1953) — американский учёный в области информатики и биоинформатики, наиболее известный своим вкладом в раннюю разработку инструмента NCBI BLAST для анализа последовательностей.

## Образование
Майерс получил степень бакалавра математических наук в Калифорнийском технологическом институте и доктора философии по информатике в Университете Колорадо.

## Исследование
Статья Майерса 1990 года (со Стивеном Альтшулом и другими), описывающая BLAST, получила более 62 000 ссылок, что сделало её одной из самых цитируемых работ за всю историю. Вместе с Уди Манбером Майерс изобрёл структуру данных массива суффиксов.
Майерс был сотрудником Университета Аризоны, вице-президентом по исследованиям в области информатики в Celera Genomics и преподавателем Калифорнийского университета в Беркли. В Celera Genomics Майерс участвовал в секвенировании генома человека, а также геномов дрозофилы и мыши. В частности, Майерс выступал за использование методики секвенирования всего генома. Позже он стал руководителем группы в исследовательском кампусе фермы Джанелия (JFRC) Медицинского института Говарда Хьюза. В 2012 году Майерс переехал в Дрезден, чтобы стать одним из директоров Института молекулярной клеточной биологии и генетики Макса Планка. Он возглавляет центр системной биологии.
Текущие научные интересы Майерса включают вычислительные реконструкции нейроанатомических данных, алгоритмы анализа функциональных данных нейробиологии и сборку генома.
В 2001 году журнал Genome Technology Magazine назвал Майерса самым влиятельным специалистом в области биоинформатики, а в 2003 году он был избран членом Национальной инженерной академии США. В 2004 году Майерс вместе с Мартином Вингроном был удостоен премии Макса Планка за международное сотрудничество в области биоинформатики. Он был награждён премией ISCB за достижения в области науки и техники за выдающийся вклад в биоинформатику, в частности за его работу над алгоритмами сравнения последовательностей.

## Награды и звания
- 2019: Премия Милнера[англ.] Лондонского королевского общества[10]
- 2014: Премия старшего учёного Международного общества вычислительной биологии[11]
- 2004: Международная премия Макса Планка за исследования
- 2003: Избран членом Национальной инженерной академии.
- 2001: Премия Канеллакиса Ассоциации вычислительной техники